# Alpina gedrensis
Alpina gedrensis är en fjärilsart som beskrevs av Rondou 1903. Alpina gedrensis ingår i släktet Alpina och familjen mätare. Inga underarter finns listade i Catalogue of Life.